# Pelm
Pelm es un municipio alemán en el distrito de Vulkaneifel, Renania-Palatinado.

## Geografía

### Localización
Se encuentra sobre el río Kyll en el distrito de Vulkaneifel, una parte de la región de Eifel conocida por su historia volcánica, geografía y geología.
El municipio limita con Gerolstein, Rockeskyll, Berlingen, Dohm-Lammersdorf y Hohenfels-Essingen.

## Historia

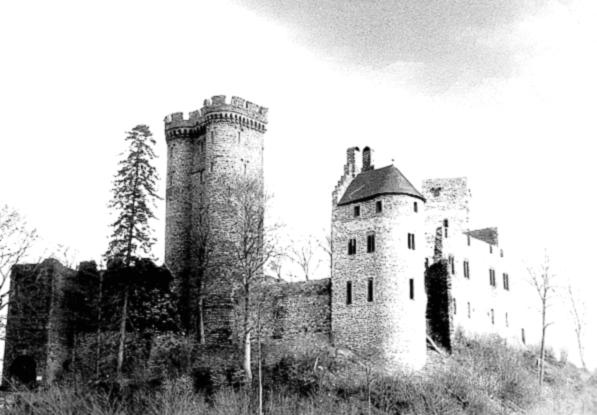
Ruinas del Kasselburg.

Al oeste del núcleo de población principal se hallaba un santuario galorromano. También se encontró un quinario romano acuñado en África en el siglo I a. C.
Durante la Edad Media, la villa pertenecía a la casa de Kasselburg, cuyo castillo estaba localizado en la villa.